# 血腦屏障
腦血管障壁（blood–brain barrier，BBB）又称血腦屏障、血腦障壁，简称血腦障，指在血管和腦之間有一種選擇性地阻止某些物質由血液進入大腦的“障壁”。
血脑障由软脑膜、脉络丛的无窗孔或少孔毛细血管内皮细胞、内皮细胞间的紧密连接、基膜、周细胞和星形胶质细胞终足等共同构成，能限制大多数化合物在血液和脑组织之间的自由交换，对于维持脑组织周围化学环境的稳定和防止有害物质侵入脑内具有重要意义。
中枢神经系统的某些部位缺乏此屏障，如松果体、神经垂体、最后区、正中隆起等；且在一些神经病变条件下，其完整性受损并逐渐丧失，可导致对神经元及其他脑细胞的损害。

## 歷史
19世紀末，保罗·埃尔利希在一個實驗中發現了這個障壁。保罗·埃尔利希當時是位微生物學家，他當時正研究染色技術，目的在於使微形生物結構能被看見。這些染色劑中，一种常被使用的试剂——苯胺，被注入生物體內的時候，這個生物的所有器官都會被染色，唯獨腦細胞沒有被染色。當時，埃尔利希將此現象歸咎為腦細胞沒有吸收足夠的染色劑。
許多年後，埃尔利希的學生，Edwin Goldmann將苯胺直接注入脊髓中，這時腦細胞被染上顏色，但是身體其他地方卻沒有被染色。這個現象，明顯展現出腦和身體其他組織有一層屏障，當時由於找不到“屏障”，因此血管被認為是那層障壁。直到1960年代，掃描式電子顯微鏡被用於醫學研究的時候，這層神祕的障壁才被發現。

## 組織學
腦血管障壁的結構主要有三層，由管內開始算起：
- 第一層：腦毛细血管的内皮細胞間銜接得十分緊密，不像其他組織的血管內皮細胞那样有較大的縫隙；
- 第二層：腦毛细血管的内皮細胞外有個基底膜，這個膜是連續的；
- 第三層：腦毛细血管壁外表面积的85%都被神經膠質細胞的終足或称脚板所包圍。

## 生理學
腦血管障壁幾乎不讓任何物質通過，除了氧氣、二氧化碳和血糖，大部分的藥物和蛋白質由於分子結構過大，一般無法通過。
與其他組織，譬如肌肉組織的毛细血管内皮细胞相比较，脑毛细血管内皮细胞的胞飲作用很微弱。因此，对脑毛细血管内皮细胞来说，借胞饮作用转运物质（大分子和电解质）的能力是很有限的，这就更加强了脑毛细血管壁的屏障功能。
腦血管障壁的功能是避免腦受到化學傳導物質的影響。由於身體很多功能都由腦經由荷爾蒙的分泌來控制，如果讓化學傳導物質在腦裡自由流動，可能會造成反饋現象。因此，若要腦部功能維持正常運作，腦血管障壁的存在是必要的。另一方面，腦血管障壁的存在也使腦部不會受到病菌的感染。

## 腦血管障壁的相關疾病

### 多發性硬化症
多發性硬化症是一種中樞神經系統的疾病，也就是說它的病變位於腦部或脊髓。一般認為這是一種自體免疫疾病，意思是個體的免疫系統攻擊自己的組織。在多發性硬化症，免疫系統攻擊髓鞘質。但是，當一個人突然病發時，用磁共振影像掃描能發現部份的腦或脊椎的腦血管障壁受到破壞，使T細胞能夠進入，並破壞髓鞘。

### 視神經脊髓炎
是一種中樞神經系統疾病，在診斷上容易誤診為多發性硬化症，須經由磁共振掃描及NMO-IgG（AQP4-antibody）專一抗體檢測才得以確診。視神經脊髓炎在病理機制目前仍待進一步釐清，但針對於部分機制已確定由 AQP4-antibody 所造成。

### 進行性多灶性白質腦病
進行性多灶性白質腦病是一種罕見的亞急性脫髓鞘腦病。進行性多灶性白質腦病总是发生于细胞免疫反应缺陷的病人。通常能在艾滋病病患者見到。

## 延伸閱讀
- Interlandi, Jeneen. . Scientific American. 2013, 2013 (June)  [6 June 2013]. （原始内容存档于2013-11-27）.

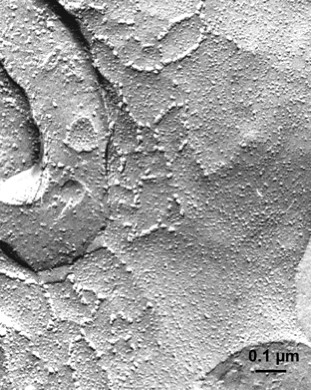
電子顯微鏡下的腦血管

- Shityakov, S., Salvador, E., Förster, C. In silico, in vitro, and in vivo methods to analyse drug permeation across the blood–brain barrier: A critical review.  OA Anaesthetics 2013, 1(2):13.  （页面存档备份，存于）
- Derricott, Caitlin. . Chemistry Central. 2015, 9 (58)  [16 October 2015]. （原始内容存档于2016-04-13）.

## 外部連結
- 维基共享资源上的相關多媒體資源：血腦屏障

template:Ventricular system